# Fab@Home
Fab@Home（ファブアットホーム）は一般の人々が入手できる複数の素材に対応した最初の3Dプリンタでオープンソースで自作する最初の3Dプリンタの2種類の中の一つだった。(もう一方はRepRap)2005年まで3Dプリンタは産業用として高価で素人には扱いにくい代物だった。当時の高価で閉鎖的な3Dプリント産業では大衆が技術にかかわる事が制限されており、末端の使用者によって使用できる素材の種類や調査は限定されていた。Fab@Home計画は汎用性があり、低価格で開放的で技術革新を加速するために“改変可能”なプリンタで消費者と製造者の需要を掘り起こし、従来の状況を打破する事が目的である。
2006年にソースコードが発表されて以来百台のFab@Home 3Dプリンタが世界中で製造され、後の多くの自作プリンタにその設計された要素が見つかり、最も特筆すべきは Makerbot Replicatorである。複数の素材に対応する為にプリンタの複数の注入器を基にした積層法は実際に作動する電池やアクチュエータやセンサと同様に困難な生物の印刷や食品の印刷を企図する。 この計画は2012年に計画の目標到達が実現しつつあり、自作と市販の消費者向けプリンタが産業用プリンタの売り上げを初めて追い越した事により終了した。

## 歴史
この計画はコーネル大学の機械・航空工学部の学生によって主導された。1975年に組み立てキットが発売された最初の個人向けコンピュータのひとつであるAltair 8800の歴史に触発された。Altair 8800は個人用コンピュータ革命の引き金として大きく貢献し、産業用のメインフレームからデスクトップへ遷移する流れを作り、初の愛好家向けの廉価で開放的で“改変可能”なコンピュータだった。
Fab@Home計画の目標は3Dプリンタの分野においても同様の効果をもたらす事だった。計画は機材の開発事例において後に行程がオープンソースハードウェアとして知られるようになった最初の大規模なオープンソースの事例だった。
初期の機材は研究室内で製造、改良された。最初のFab@Home model 1の公式発表は2006年のSolid Freeform Fabrication会議での発表だった。最初の発表後コーネル大学の学部生や他の地域のチームが開発に加わり開発は強化され、後にFab@Home Model 2が発表された。主な改良点は組み立てやすくなり、半田付けが不要で部品点数が削減された点である。チームは拡張してmodel 3を開発した。Fab@Homeの重要な派生した取り組みにFab@School計画があり、これは小学生の授業に3Dプリンタの使用を取り入れる事を模索した。Fab@Schoolプリンタは素材にPlay-Dohのような柔らかい素材や安全性に配慮された素材に対応可能だった。
計画の最初の年は広範囲に報道で取り上げられ3Dプリントに関連する技術の普及に役立った。特筆すべき記録はポピュラーメカニクス誌のブレークスルー賞を受賞してラピッドプロトタイピングジャーナル誌の年間最優秀論文賞を受賞した事である。

## 技術的能力
Fab@Homeは注入器を基にした積層装置である。X-Y-Zに移動する装置で注入器のポンプは20×20×20 cm (7.87x7.87x7.87 inch)の範囲内に最大10 mm/sの速度で移動して解像度は25 µmである。注入器の先端から素材を積層するために複数の注入器を個別に制御できる。注入器の注入量はマイクロリットルの精度で制御できた。
最初のFab@Homeのプリントヘッドは2個の注入器を備え、後期型はより多くの注入器を備え、最大8個の注入器を個別に使用可能だった。
注入器を基にした積層方法の鍵となる優位性の一つとして多種多様な素材の積層に対応でき、本質的にはあらゆる液体、ペースト、ゲルやスラリー等、注入器から押し出せる素材なら対応可能である。この多種多様な素材への汎用性は熱可塑性樹脂を素材に使用しているRepRapや他の大半の市販の3Dプリンタを凌駕する。Fab@Homeが対応する素材の種類はエポキシのような硬い素材やシリコーンのようなエラストマーや種子細胞のゲルのような生物素材やチョコレートやクッキーの生地やチーズのような食品素材や(合金粘土を積層後オーブンで焼結する)ステンレス鋼のようなエンジニアリング素材や導線や磁石のような機能性素材にまで及ぶ。
この計画の目標は完全に機能するシステムの印刷を実現する事で既に受動的部品の印刷段階までは実現した。計画では電池やアクチュエータやセンサのような機能部品だけでなく実際に機能する電信機の印刷に成功した。

## 計画のメンバー
- 発起人: Evan Malone と Hod Lipson
- 計画の主導: Evan Malone (2005-2009), Daniel Cohen (2010), Jeffery Lipton (2011-2012)
- チームメンバー (in no particular order): Dan Periard, Max Lobovsky, James Smith, Michael Heinz, Warren Parad, Garrett Bernstien, Tianyou Li, Justin Quartiere, Daniel Sheiner, Kamaal Washington, Abdul-Aziz Umaru, Rian Masanoff, Justin Granstein, Jordan Whitney, Scott Lichtenthal, Karl Gluck